# Dialogue+
Dialogue+ (Eigenschreibweise: DIALOGUE+) ist eine im Jahr 2019 gestartete Idol-Gruppe, die bei Pony Canyon unter Vertrag steht.
Die Gruppe besteht aus acht Synchronsprecherinnen (Seiyū). Mehrere Lieder wurden als musikalische Untermalung von Vor- bzw. Abspannsequenzen  verschiedener Anime-Fernsehserien verwendet. Dialogue+ veröffentlichte bisher drei vollwertige Studioalben, eine EP sowie mehrere Singles. Die Werke erreichten Notierungen in den heimischen Album- und Singlecharts von Oricon.

## Besetzung
- Yurina Uchiyama (内山 悠里菜 Uchiyama Yurina, * am 28. April 1998)
- Nene Hieda (稗田 寧々 Hieda Nene, * am 15. Januar 1997)
- Kyōka Moriya (守屋 亨香 Moriya Kyōka, * am 22. Mai 1995)
- Yūna Ogata (緒方 佑奈 Ogata Yūna, * am 31. Juli 1997)
- Ayaka Takamura (鷹村 彩花 Takamura Ayaka, * am 5. Februar 1998)
- Satsuki Miyahara (宮原 颯希 Miyahara Satsuki, * am 28. Oktober 1998)
- Mayu Iizuka (飯塚 麻結 Īzuka Mayu, * am 15. April 1996)
- Manatsu Murakami (村上 まなつ Murakami Manatsu, * am 24. August 1999)

## Geschichte
Die Idol-Gruppe begann ihre Aktivitäten im Juni des Jahres 2019. Alle acht Mitglieder gehören zum Sprechercast des Handyspiels CUE!.
Am 23. Oktober 2019 debütierte die Gruppe mit ihrer Single Hajimete no Kakumei, das von Tomoya Tabuchi geschrieben und komponiert wurde. Das Stück wurde als Vorspann der Anime-Fernsehserie High School Prodigies Have It Easy Even in Another World! genutzt. Im April des Folgejahres erschien die EP Dreamy-Logue. Im Jahr 2021 erfolgte die Veröffentlichung der Singles Jinsei Easy, Ayafuwa Asterisk und Omoide Shiritori. Während erste beide genannten Stücke im Vor- bzw. Abspann der Fernsehserie Bottom-tier Character Tomozaki zu hören sind, wurde Omoide Shiritori als Vorspanntitel zur Anime-Umsetzung Higehiro genutzt. Am 1. September desselben Jahres erfolgte die Veröffentlichung des Debütalbums Dialogue+1. Es erreichte eine Platzierung in den Top-10 der heimischen Albumcharts von Oricon, wo es sich auf Platz sechs positionierte und insgesamt drei Wochen lang in den Charts blieb.
Das Jahr 2022 sah die Herausgabe der drei Singles Bokura ga Oroka da Nante Dare ga Itta, Koi wa Sekai Teiri to Tomo ni und Deneb to Spica vor. Diese sind im Vor- bzw. Abspann der Animeserien My Stepmom’s Daughter Is My Ex, Skeleton Knight in Another World und Love After World Domination zu hören. Zum Lied 1000-man Kai Hug Nanda wurde unter der Regie von Ryōhei Takeshita, welcher als Regisseur der Animeserie Eromanga Sensei fungierte, ein animiertes Musikvideo produziert, welches im Studio CloverWorks realisiert wurde. Das Charakterdesign wurde von Shōko Nagasawa entworfen. Am 22. Februar des Jahres 2023 folgte mit Dialogue+2 die Herausgabe des zweiten Studioalbums, welches ebenfalls in den japanischen Musikcharts einstieg.
Zwischen Januar und März 2023 tourte die Idol-Gruppe durch sechs Städte in Japan, wo sie jeweils im Zepp spielten. Die Konzerte in Tokio und Yokohama wurden aufgezeichnet und auf einer Blu-ray-Disc gepresst, die am 4. Oktober 2023 veröffentlicht wurde. Im März und Juni des Jahres 2023 erschienen zudem mit Kasuka de Tashika sowie Nyanboree de Moffee! zwei weitere Singles. Kasuke de Tashika und Nyanboree de Moffee! sind im Abspann der Anime-Fernsehserien Kubo-san Won’t Let Me Be Invisible bzw. Too Cute Crisis zu hören.

## Diskografie

### Studioalben
| Jahr | Titel Musiklabel       | Höchstplatzierung, Gesamtwochen, AuszeichnungChartsChartplatzierungen (Jahr, Titel, Musiklabel, Platzierungen, Wochen, Auszeichnungen, Anmerkungen) | Anmerkungen                              |
| Jahr | Titel Musiklabel       | JP | Anmerkungen                              |
| ---- | ---------------------- | --- | ---------------------------------------- |
| 2021 | Dialogue+1 Pony Canyon | JP6 (3 Wo.)JP | Erstveröffentlichung: 1. September 2021  |
| 2023 | Dialogue+2 Pony Canyon | JP9 (3 Wo.)JP | Erstveröffentlichung: 22. Februar 2023   |
| 2024 | Dialogue+3 Pony Canyon | JP16 (4 Wo.)JP | Erstveröffentlichung: 18. September 2024 |

### EPs
| Jahr | Titel Musiklabel         | Höchstplatzierung, Gesamtwochen, AuszeichnungChartsChartplatzierungen (Jahr, Titel, Musiklabel, Platzierungen, Wochen, Auszeichnungen, Anmerkungen) | Anmerkungen                         |
| Jahr | Titel Musiklabel         | JP | Anmerkungen                         |
| ---- | ------------------------ | --- | ----------------------------------- |
| 2020 | Dreamy-Logue Pony Canyon | JP14 (2 Wo.)JP | Erstveröffentlichung: 8. April 2020 |

### Singles
| Jahr | Titel                                                                                                | Höchstplatzierung, Gesamtwochen, AuszeichnungChartsChartplatzierungen (Jahr, Titel, Platzierungen, Wochen, Auszeichnungen, Anmerkungen) | Anmerkungen                                                                                                  |
| Jahr | Titel                                                                                                | JP | Anmerkungen                                                                                                  |
| ---- | --- | --- | --- |
| 2019 | Hajimete no Kakumei Dialogue+1                                                                       | JP37 (3 Wo.)JP | Erstveröffentlichung: 23. Oktober 2019 Vorspann zu High School Prodigies Have It Easy Even in Another World! |
| 2021 | Jinsei Easy Dialogue+1                                                                               | JP20 (3 Wo.)JP | Erstveröffentlichung: 3. Februar 2021 Vorspann zu Bottom-tier Character Tomozaki                             |
| 2021 | Ayafuwa Asterisk Dialogue+1                                                                          | JP22 (3 Wo.)JP | Erstveröffentlichung: 3. Februar 2021 Abspann zu Bottom-tier Character Tomozaki                              |
| 2021 | Omoide Shiritori Dialogue+1                                                                          | JP11 (5 Wo.)JP | Erstveröffentlichung: 19. Mai 2021 Vorspann zu Higehiro                                                      |
| 2022 | Bokura ga Oroka da Nante Dare ga Itta Dialogue+2                                                     | JP13 (7 Wo.)JP | Erstveröffentlichung: 13. April 2022 Abspann zu Skeleton Knight in Another World                             |
| 2022 | Koi wa Sekai Teiri to Tomo ni Dialogue+2                                                             | JP12 (3 Wo.)JP | Erstveröffentlichung: 15. Juni 2022 Abspann zu Love After World Domination                                   |
| 2022 | Deneb to Spica Dialogue+2                                                                            | JP11 (4 Wo.)JP | Erstveröffentlichung: 24. August 2022 Vorspann zu My Stepmom’s Daughter Is My Ex                             |
| 2023 | Kasuka de Tashika –                                                                                  | JP17 (3 Wo.)JP | Erstveröffentlichung: 22. März 2023 Abspann zu Kubo-san Won’t Let Me Be Invisible                            |
| 2023 | Nyanboree de Moffee! –                                                                               | JP10 (5 Wo.)JP | Erstveröffentlichung: 21. Juni 2023 Abspann zu Too Cute Crisis                                               |
| 2024 | Easy? Hard? But Let’s Move On! (イージー？ハード？しかして進めっ！, Ījī? Hādo? Shikashite Susume!) – | JP13 (5 Wo.)JP | Erstveröffentlichung: 24. Januar 2024 Vorspann zu Bottom-tier Character Tomozaki (Staffel 2)                 |
| 2024 | Introduction to Utopian Studies (ユートピア学概論, Utopia Gaku-Gairon) –                             | JP20 (5 Wo.)JP | Erstveröffentlichung: 24. April 2024                                                                         |
| 2025 | Treasure! –                                                                                          | JP12 (3 Wo.)JP | Erstveröffentlichung: 29. Januar 2025                                                                        |

### Videoalben
| Jahr | Titel Musiklabel                                                       | Höchstplatzierung, Gesamtwochen, AuszeichnungChartsChartplatzierungen (Jahr, Titel, Musiklabel, Platzierungen, Wochen, Auszeichnungen, Anmerkungen) | Anmerkungen                              |
| Jahr | Titel Musiklabel                                                       | JP | Anmerkungen                              |
| ---- | ---------------------------------------------------------------------- | --- | ---------------------------------------- |
| 2020 | Bokutachi no Kakumei Pony Canyon                                       | JP13 (2 Wo.)JP | Erstveröffentlichung: 16. September 2020 |
| 2022 | Dialogue+ 1st Tour「Dialogue+1」 Pony Canyon                           | JP19 (3 Wo.)JP | Erstveröffentlichung: 30. März 2022      |
| 2023 | Dialogue+ Zepp Tour 2023「Superday Longitude + Latitude─」 Pony Canyon | JP17 (3 Wo.)JP | Erstveröffentlichung: 4. Oktober 2023    |